# 澳洲秘密監聽東帝汶醜聞

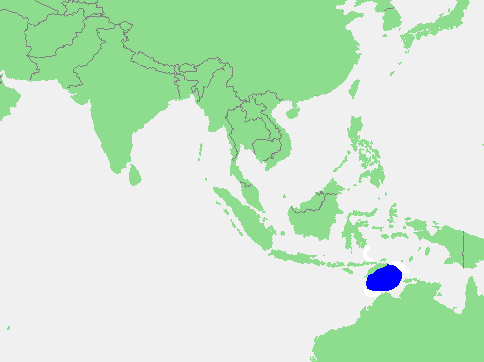
帝汶海（藍色）蘊藏豐富的石油和天然氣

澳洲秘密監聽東帝汶醜聞始於2004年，當時澳洲秘密情報局（ASIS）在帝力的東帝汶總理辦公室附近的一個房間裡，秘密安裝秘密監聽裝置，以獲取關於帝汶海峽的信息，以確保澳洲在與東帝汶關於帝汶海峽豐富油氣田的談判中佔上風。
東帝汶首任總理馬裡·阿爾卡蒂裡直言不諱地指責霍華德領導的澳洲政府，在掠奪帝汶海的石油和天然氣，他表示：「由於澳洲在爭議地區非法開採資源，東帝汶每天損失100萬美元。東帝汶不能因為他國的犯罪行為而被剝奪本應擁有的權利或領土。」